# Global Zero
Global Zero (dt. „weltweit Null“) ist ein Begriff aus der politischen Literatur, der für das Ziel einer Welt ohne Nuklearwaffen steht. Zudem handelt es sich um eine im Dezember 2008 gegründete internationale gemeinnützige Organisation, die die Realisierung dieses Ziels anstrebt. Die Global Zero-Initiative hat einen Handlungsplan vorgelegt, der die vollständige nukleare Abrüstung bis zum Jahr 2030 vorsieht. Die Initiative wird inzwischen von etwa 300 politischen, militärischen und anderen Führungspersönlichkeiten sowie etwa einer halben Million Bürger weltweit unterstützt, hat eine internationale Studentenbewegung initiiert und den Dokumentarfilm Countdown to Zero produziert.

## Geschichte

### Hintergrund
Bereits 1961 wurde von US-Präsident John F. Kennedy die vollständige nukleare Abrüstung gefordert. In seiner Rede vom 25. September 1961 vor der Generalversammlung der Vereinten Nationen bemerkte er: „Every man, woman and child lives under a nuclear sword of Damocles, hanging by the slenderest of threads, capable of being cut at any moment by accident or miscalculation or by madness. The weapons of war must be abolished before they abolish us.“ (dt. „Jeder Mann, jede Frau und jedes Kind lebt unter einem nuklearen Damoklesschwert, aufgehängt an dünnstem Faden, der jeden Moment durchgeschnitten werden kann durch Unfall, Fehleinschätzung oder Wahnsinn. Die Kriegswaffen müssen abgeschafft werden, bevor sie uns abschaffen.“)
Ernsthafte Diskussionen zwischen Amerika und Russland über die vollständige Abschaffung von Kernwaffen begannen jedoch erst Mitte der 1980er Jahre. Im Januar 1986 schlug der russische Präsident Michail Gorbatschow einen dreistufigen Plan zur vollständigen weltweiten nuklearen Abrüstung bis zum Jahr 2000 vor. Auch von amerikanischer Seite kam ein Vorschlag zur vollständigen Abschaffung nuklearer ballistischer Raketen. Auf dem Gipfeltreffen in Reykjavík am 11. und 12. Oktober 1986 äußerten sich Ronald Reagan und Michail Gorbatschow zunächst optimistisch bezüglich einer vollständigen nuklearen Abrüstung. Da die USA jedoch auf ihrem SDI-Programm (zur Abwehr von Interkontinentalraketen) beharrten, welches Russland als Bedrohung ansah, scheiterten das Gipfeltreffen diesbezüglich. Die Verhandlungen legten jedoch den Grundstein für die später folgenden INF- und START-Verträge zur nuklearen Abrüstung.
Im Januar 2007 erschien im Wall Street Journal ein wegweisender Artikel von Henry Kissinger, William Perry, George Shultz und Sam Nunn, in Folge auch als „die vier apokalyptischen Reiter“ oder auch „Viererbande“ bezeichnet. Diese Politiker, die sich im Kalten Krieg für die Abschreckung durch Atomwaffen eingesetzt hatten, äußerten nun in dem Artikel, dass Atomwaffen inzwischen ein untolerierbares Risiko darstellen würden (z. B. durch Unfälle, Diebstahl, unerlaubte Herstellung). Nur durch vereinte Bemühungen, die Welt von Atomwaffen zu befreien, könne diese Gefahr abgewendet werden.
Als Reaktion äußerte im Januar 2007 Michail Gorbatschow sowie im Juni 2007 die damalige britische Außenministerin Margaret Beckett ihre Unterstützung des Aufrufs. Die Autoren erhielten zudem weitere Unterstützungbekundungen von verschiedenen ehemaligen Amtsträgern der USA, unter anderem Madeleine Albright, Richard V. Allen, James Baker, Samuel R. Berger, Zbigniew Brzeziński, Frank Carlucci, Warren Christopher, William Cohen, Lawrence Eagleburger, Melvin Laird, Anthony Lake, Robert McFarlane, Robert McNamara und Colin Powell.
Von dieser Unterstützung inspiriert luden Shultz, Perry, Kissinger und Nunn im Oktober 2007 ehemalige Mitglieder der letzten sechs US-Regierungen sowie eine Anzahl anderer Atomwaffenexperten zu einer Konferenz im Hoover-Institut der Stanford-Universität ein. Die Vision einer atomwaffenfreien Welt wurde mit breitem Einvernehmen als Leitbild anerkannt, und konkrete Schritte zur Realisierung benannt. Betont wurde dabei die Notwendigkeit der internationalen Zusammenarbeit. Es wurde eine Erklärung verfasst, die von den folgenden Konferenzteilnehmern unterstützt wurde: General John Abizaid, Graham Allison, Brooke Anderson, Martin Anderson, Steve Andreasen, Mike Armacost, Bruce Blair, Matt Bunn, Ashton Carter, Sidney Drell, General Vladimir Dvorkin, Bob Einhorn, Mark Fitzpatrick, James Goodby, Rose Gottemoeller, Tom Graham, David Hamburg, Siegfried Hecker, Tom Henriksen, David Holloway, Raymond Jeanloz, Ray Juzaitis, Max Kampelman, Jack Matlock, Michael McFaul, John E. McLaughlin, Don Oberdorfer, Pavel Podvig, William C. Potter, Richard Rhodes, Joan Rohlfing, Harry Rowen, Scott D. Sagan, Roald Sagdeev, Abe Sofaer, Richard Solomon und Philip Zelikow.
Am 24. Juli 2008 äußerte Barack Obama in einer Rede in Berlin sein Ziel einer Welt ohne Nuklearwaffen. Im November 2008 wurde er zum US-Präsidenten gewählt.

### Anfänge der Global Zero Initiative

Logo

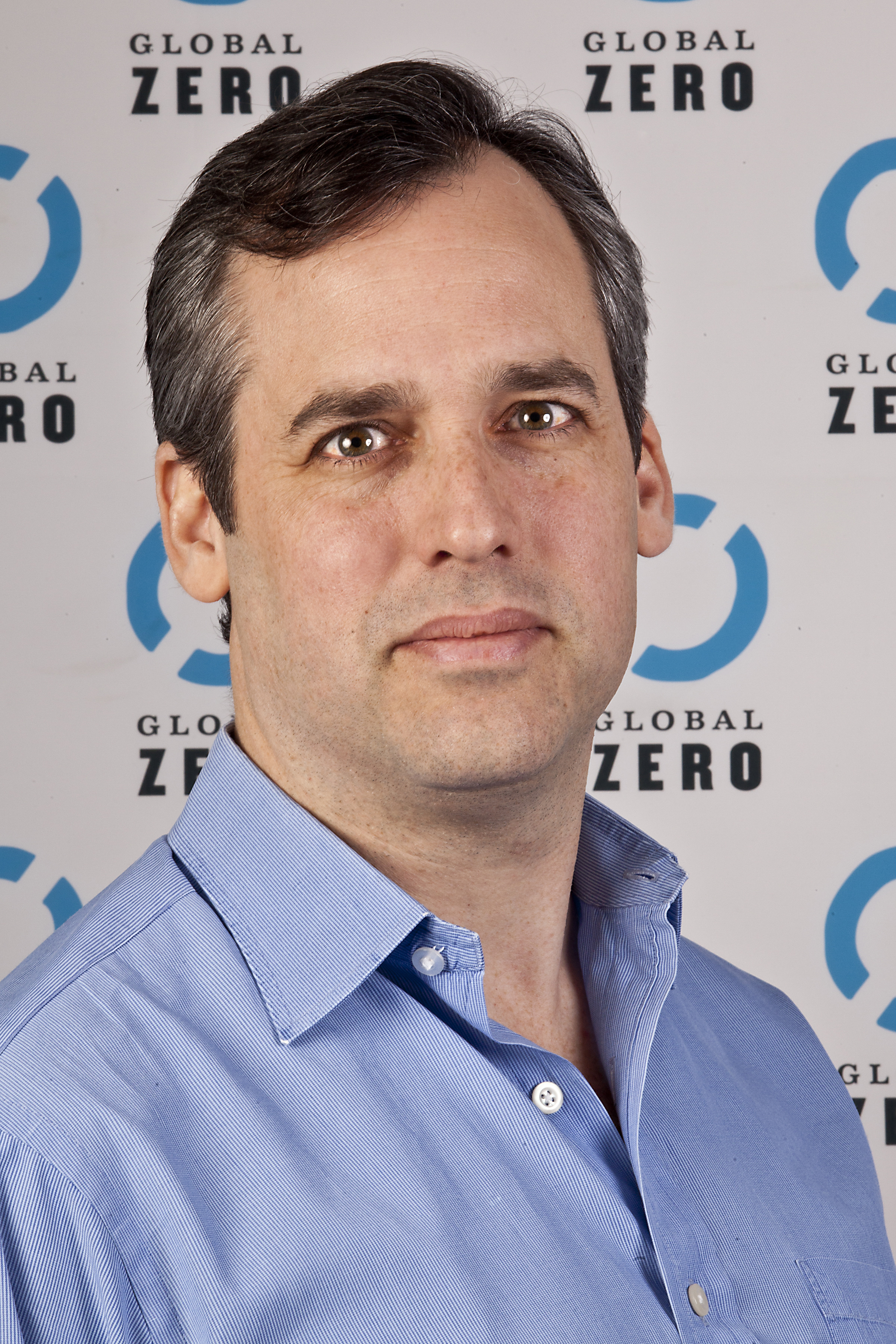
Matt Brown

Bereits Ende 2006 hatten Bruce G. Blair (Experte für Nuklearwaffen) und Matt Brown (Staatssekretär in Rhode Island) beschlossen, eine globale Bewegung zu entwerfen, die sich von bisherigen nuklearen Abrüstungsinitiativen unterschied. Blair hatte als Fellow der Brookings Institution bereits 1995 ein Buch mit dem Titel „Global Zero Alert for Nuclear Forces“ veröffentlicht.
Vor dem Hintergrund der Initiativen von Shultz, Perry, Kissinger und Nunn gelang es Blair und Brown, über 100 politische, gesellschaftliche und militärische Persönlichkeiten für ihre Initiative Global Zero zu gewinnen.
Das Gründungstreffen fand im Dezember 2008 in Paris statt. Es wurde ein Rahmenplan zur vollständigen nuklearen Abrüstung entwickelt und veröffentlicht, der mit einer starken Reduzierung der nuklearen Bewaffnung von USA und Russland beginnen sollte.

### Weitere Entwicklungen

#### 2009
Als Antwort auf den Artikel von Shultz, Perry, Kissinger und Nunn veröffentlichten am 9. Januar 2009 Helmut Schmidt, Richard von Weizsäcker, Egon Bahr und Hans-Dietrich Genscher einen Artikel in der FAZ, in dem sie den Aufruf der vier Amerikaner „ohne Vorbehalt“ unterstützten.
Am 1. April 2009 trafen sich US-Präsident Barack Obama und der russische Präsident Dmitri Medwedew in London. Anlässlich des Auslaufen des START-Vertrags Ende 2009 einigten sie sich darauf, die bilateralen Bemühungen zur atomaren Abrüstung weiter voranzubringen. Vor diesem Treffen sendete Global Zero einen Brief an Obama und Medwedew, welcher die Dringlichkeit der nuklearen Abrüstung unterstrich. Am gleichen Tag veröffentlichte die London Times einen Artikel von sechs führenden Global-Zero-Mitgliedern.
Kurz darauf ging Barack Obama in einer Rede in Prag am 5. April 2009 ausführlich auf das langfristige Ziel einer Welt ohne Atomwaffen ein. Die USA wolle beginnen, ihr Arsenal an Atomwaffen zu reduzieren, und andere Länder ebenfalls dazu bringen.
Vor dem erneuten Gipfeltreffen in Moskau Anfang Juli 2009 entwickelte Global Zero einen umfangreichen Plan zur vollständigen nuklearen Abrüstung binnen 20 Jahren (Global Zero Handlungsplan).
Auf dem Treffen gaben Obama und Medwedew ein Rahmenwerk für eine erneute Reduzierung amerikanischer und russischer Arsenale bekannt.
Am 24. September 2009 beriet der UN-Sicherheitsrat auf Anregung von Barack Obama über eine Resolution zur weltweiten nuklearen Abrüstung, die einstimmig verabschiedet wurde.
Obamas Bemühungen für eine nuklearwaffenfreie Welt wurden im Jahr 2009 mit dem Friedensnobelpreis ausgezeichnet.

#### 2010
Anfang Februar 2010 traf sich die oben genannte „Viererbande“ (Kissinger, Perry, Shultz und Nunn) mit Helmut Schmidt, Richard von Weizsäcker und Hans-Dietrich Genscher (Egon Bahr war krankheitsbedingt verhindert) zu einer Diskussionsrunde in der American Academy in Berlin. Ziel war unter anderem, durch diese Debatte die Aufmerksamkeit von Politikern und der Öffentlichkeit auf Global Zero zu lenken.
Am 26. März 2010 beschloss der Deutsche Bundestag auf einen gemeinsamen Antrag der Fraktionen CDU/CSU, SPD, FDP, und Bündnis 90/Die Grünen hin, „sich weiterhin proaktiv an der Diskussion über die verschiedenen, auch zivilgesellschaftlichen Ansätze für eine vollständige nukleare Abrüstung zu beteiligen, wie beispielsweise an der Global-Zero-Initiative oder der Diskussion über den Vorschlag für eine Nuklearwaffenkonvention zur Ächtung der Atomwaffen“.
Am 15. Juni 2010 fand das 26. Forum Globale Fragen im Auswärtigen Amt mit dem Thema „Global Zero – Auf dem Weg zu einer nuklearwaffenfreien Welt“ statt. In seiner Eröffnungsrede setzte sich Außenminister Guido Westerwelle für die Unterstützung der Global Zero-Vision ein.
In dem im Jahr 2010 erschienenen Dokumentarfilm Countdown to Zero, an dem Bruce Blair und Matt Brown als Produzenten beteiligt waren, sprachen sich unter anderem Michail Gorbatschow, Jimmy Carter, Pervez Musharraf, Tony Blair und Valerie Plame für das Global Zero-Ziel (Abschaffung aller Nuklearwaffen) aus.

#### 2011
Am 5. Februar 2011 trat der neue START-Vertrag („New Start“) in Kraft, in dem sich die USA und Russland dazu verpflichteten, die Anzahl ihrer strategischen Atomsprengköpfe von damals 2200 auf 1550 Stück und die Zahl der Trägersysteme auf jeweils 700 zu reduzieren. Die Einigung wurde im März 2010 erzielt, im April 2010 in Prag von Obama und Medwedjew unterzeichnet und im Dezember 2010 vom US-Senat nach längeren Kontroversen ratifiziert. Einen Monat später ratifizierte auch Russlands Parlament das Abkommen. Der neue START-Vertrag war das erste Abkommen seit etwa zwei Jahrzehnten, in dem eine umfangreiche Rüstungskontrolle vereinbart wurde.
Am 21. und 22. Juli 2011 wurde auf der von Stephan Bierling und Reinhard Meier-Walser initiierten Tagung „Global Zero“ – A World Free of Nuclear Weapons der Hanns-Seidel-Stiftung und der Universität Regensburg das Thema Global Zero kontrovers diskutiert.
Am 28. September 2011 richtete das Global Zero-Mitglied Uta Zapf (SPD) eine große Anfrage an den Deutschen Bundestag, in der es unter anderem um die Frage der „proaktiven“ Beteiligung der Bundesregierung an der Global Zero-Initiative ging. Die Anfrage wurde in der 176. Sitzung des Deutschen Bundestags am 26. April 2012 diskutiert.
Am 11. und 12. Oktober 2011 fand anlässlich des 25. Jahrestags des Gipfeltreffens von Ronald Reagan und Michail Gorbatschow (bei dem es fast zu einem Vertrag über die vollständige nukleare Abrüstung gekommen wäre) ein Global Zero-Treffen in der Ronald Reagan Presidential Library statt, an dem über 100 Führungspersonen teilnahmen, unter anderem George Shultz, James Baker, James Cartwright, Richard Branson und Jeff Skoll.

#### 2012

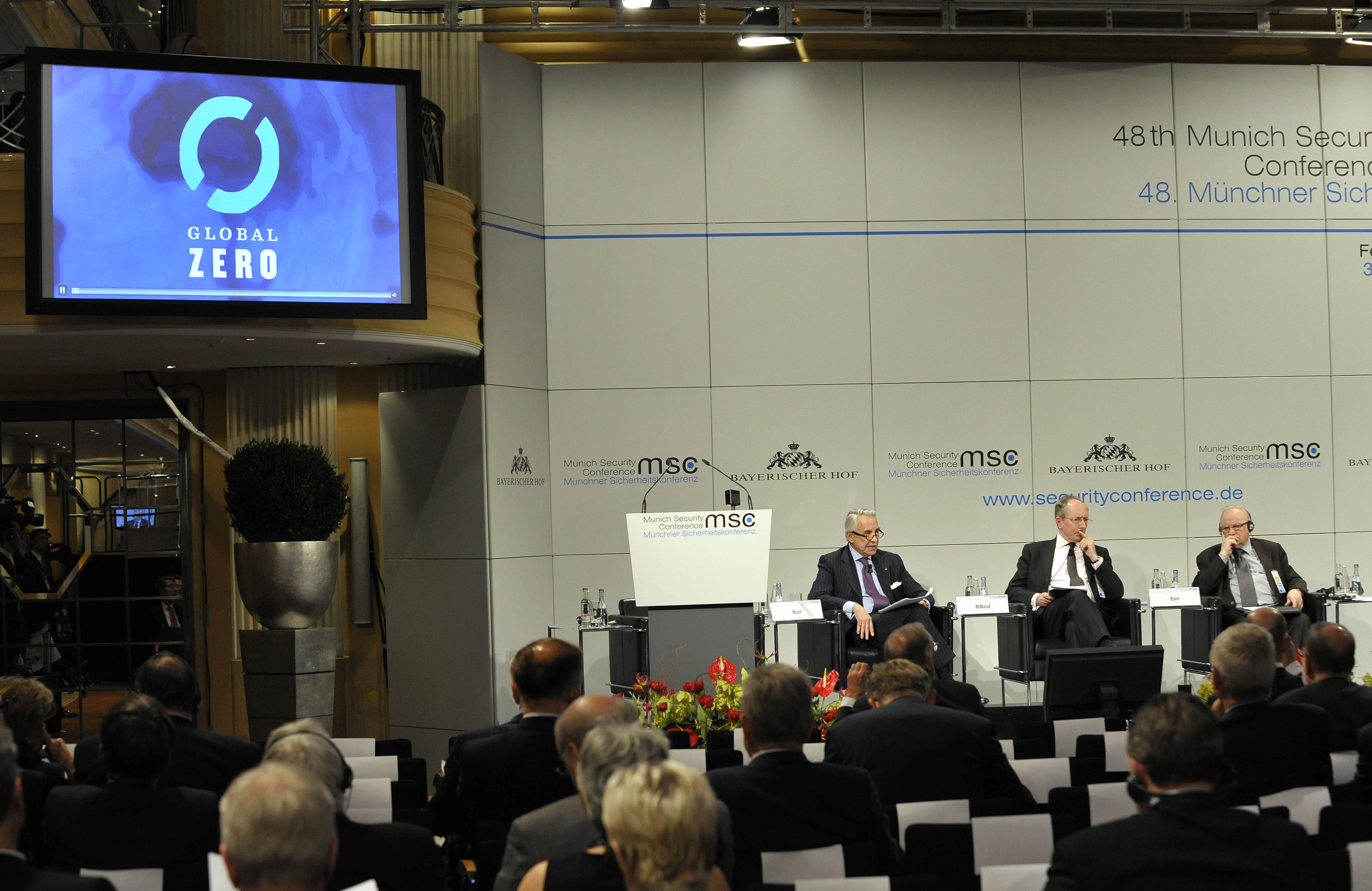
Münchner Sicherheitskonferenz 2012

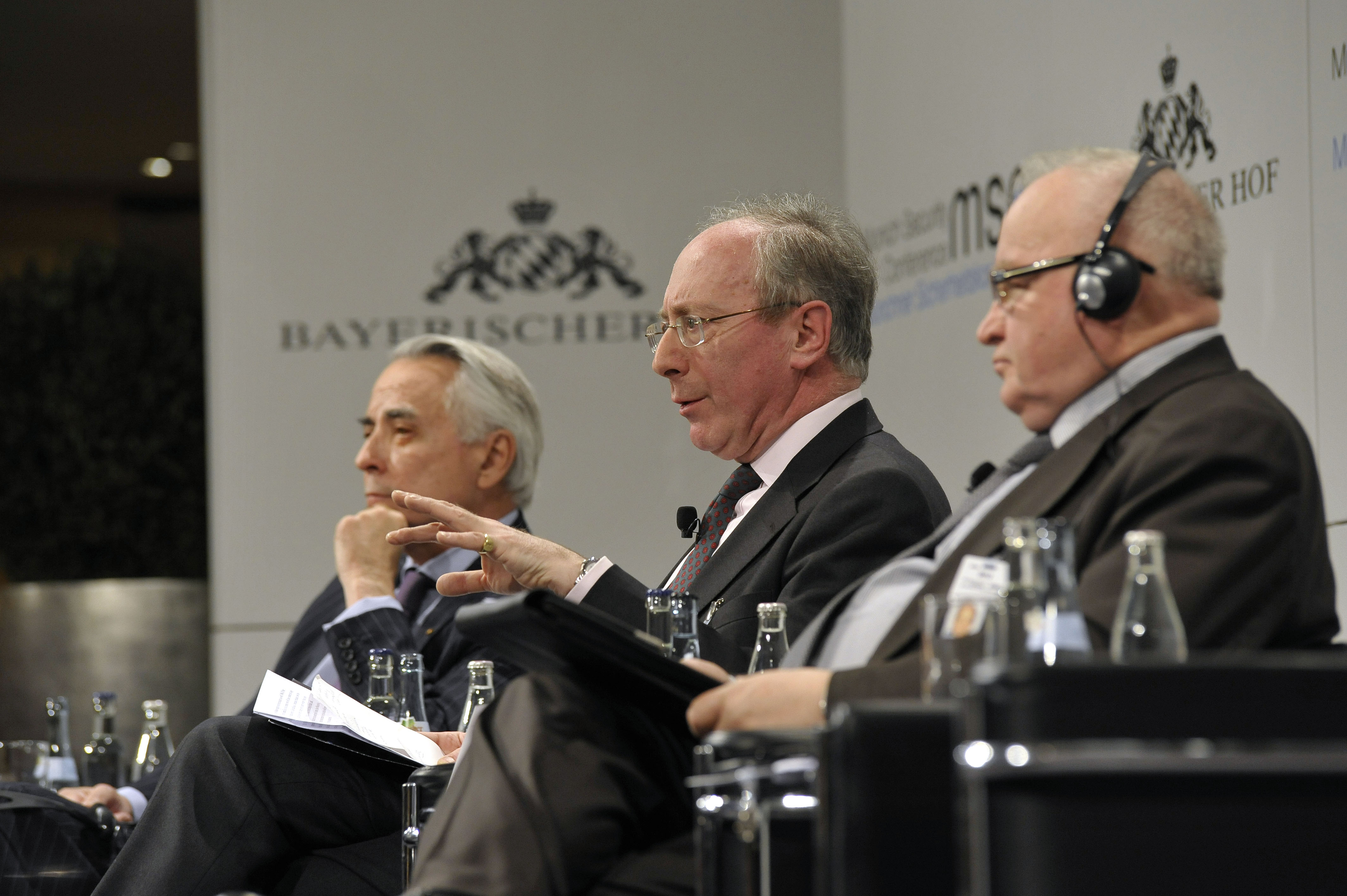
V. l. n. r.: Richard Burt, Malcolm Rifkind, Viktor Esin auf der Münchner Sicherheitskonferenz 2012

Auf der Münchner Sicherheitskonferenz im Februar 2012 veröffentlichte Global Zero einen Bericht, in dem USA und Russland aufgefordert wurden, alle in Europa stationierten Nuklearwaffen zu entfernen.
Dieser Vorschlag wurde unterstützt von über 50 namhaften Mitgliedern (ehemalige Premierminister, Außenminister, Verteidigungsminister, nationale Sicherheitsexperten und militärische Führungspersonen).
Im Mai 2012 legte Global Zero einen Bericht vor, der unter dem Vorsitz des ehemaligen Leiters der US-Nuklearstreitkräfte (United States Strategic Command), James Cartwright, erstellt wurde. Mitautor war unter anderem der damalige Senator und seit 2013 amtierende US-Verteidigungsminister Chuck Hagel. Vorgeschlagen wurde ein Plan, innerhalb der nächsten 10 Jahre die Anzahl der US-amerikanischen und russischen Nuklearwaffen um 80 % auf jeweils 900 Waffen zu reduzieren.

#### 2013
Am 10. September 2012 hatten die Abgeordneten Jarosław Wałęsa, Reinhard Bütikofer, Tarja Cronberg, Sergio Silvestris und Janusz Zemke eine schriftliche Erklärung beim Europäischen Parlament eingereicht, in der sie die Unterstützung des Global Zero-Handlungsplans durch das Europäische Parlament vorschlugen. Am 17. Januar 2013 hat die Mehrheit der Abgeordneten (389 Parlamentsmitglieder) diesen Vorschlag unterzeichnet, das Ergebnis wurde in der Sitzung vom 4. Februar 2013 bekanntgegeben. Das Europäische Parlament unterstützt somit den Global Zero Handlungsplan.
Am 7. Januar 2013 nominierte Barack Obama Chuck Hagel als US-Verteidigungsminister. Hagel war Mitautor des Global Zero Handlungsplans und des Global Zero Berichts vom Mai 2012, in dem konkrete Schritte zur bilateralen Abrüstung vorgestellt wurden. Angesichts von Hagels Nominierung wurden Formulierungen des Berichts kontrovers diskutiert die besagten, dass die USA gegebenenfalls auch unilateral abrüsten könne.
In einer Rede vom 12. Februar 2013 äußerte Barack Obama, dass Amerika sich weiter für die Abrüstung amerikanischer und russischer Nuklearwaffen engagieren und die Sicherstellung von Nuklearmaterial weiter vorantreiben wolle, damit dieses nicht in die falschen Hände gerate.
Am 26. Februar 2013 wurde Chuck Hagel nach wochenlangen Debatten als Verteidigungsminister ins Amt gewählt. Er ist somit der erste US-Verteidigungsminister, der sich öffentlich gegen Nuklearwaffen ausspricht.
Anlässlich des vierten Jahrestags von Präsident Obamas Rede in Prag wurde der 5. April 2013 von Global Zero zum „Demand Zero Tag“ erklärt, und eine umfangreiche Graswurzelbewegung initiiert. Unterstützt wurde diese unter anderem vom Schauspieler Michael Douglas, der sich mit einem Video beteiligte. Global Zero rief dabei zur Unterzeichnung einer Petition an Präsident Obama auf. Ziel der Kampagne war es, Präsident Obama an seine 2009 in Prag erklärte Absicht zu erinnern, sich für eine atomwaffenfreie Welt einzusetzen. Dieses Ziel verfolgte auch eine Video-Kampagne, an der sich im Vorfeld des G8-Gipfels am 17./18. Juni 2013 verschiedene bekannte Schauspieler (Alec Baldwin, John Cusack, Matt Damon, Robert De Niro, Danny DeVito, Michael Douglas, Morgan Freeman, Whoopi Goldberg, Martin Sheen, Christoph Waltz und Naomi Watts) beteiligten.
Am 19. Juni 2013 gab Barack Obama in seiner Rede in Berlin seine Absicht bekannt, die Anzahl US-amerikanischer Atomwaffen um bis zu zwei Drittel zu reduzieren, und in Verhandlungen mit Russland zu treten, um die Politik des Kalten Krieges zu überwinden. Russlands Präsident Putin zeigte sich jedoch zurückhaltend und verwies darauf, dass zunächst das Problem des geplanten Raketenabwehrsystems der NATO gelöst werden müsse.

## Ziele der Global Zero-Initiative
Global Zero arbeitet auf eine international einvernehmliche und ausdauernde Bewegung aus Führungspersonen und Bürgerinitiativen hin, welche gemeinsam das Ziel der vollständigen nuklearen Abrüstung anstreben. Als erstes soll ein bilaterales Abkommen zwischen USA und Russland initiiert werden, welches die Reduzierung auf je 1000 Gefechtsköpfe beinhalten soll. Zudem sollen die anderen größeren Nuklearmächte vertraglich angebunden werden, um schrittweise in allen Ländern die Arsenale zu reduzieren. Dies soll durch eine weltweite Medienkampagne begleitet werden, welche mit einer Studentenkampagne sowie der Zusammenarbeit mit neuen Bürgerinitiativen und Führungspersönlichkeiten einhergehen. Gleichermaßen soll der Dialog mit den Regierungen der Schlüsselstaaten ausgebaut werden und Lösungsstrategien für kritische Hinderungsgründe entwickelt werden.

## Global Zero Handlungsplan
Der Global Zero Handlungsplan von 2010 beschreibt die vollständige nukleare Abrüstung in vier Phasen. In den ersten 14 Jahren (2010 - 2023, Phase 1 bis 3) soll die vollständige nukleare Abrüstung vertraglich beschlossen und in weiteren sieben Jahren (2024 - 2030, Phase 4) vollständig durchgeführt werden:
- Phase 1 (2010 – 2013) Folgevertrag zu START, Aushandlung einer bilateralen Begrenzung von je 1000 Nuklearwaffen für USA und Russland
- Phase 2 (2014 – 2018) Erweiterung auf einen multilateralen Vertrag, Beschluss von USA und Russland, bis 2021 auf 500 Gefechtsköpfe zu reduzieren, für alle anderen Staaten keine Erweiterung der nuklearen Arsenale bis 2018, danach zu den Großmächten proportionale Reduktion bis 2021. Etablierung eines flächendeckenden Kontroll- und Exekutivsystems, Erhöhung der Sicherheit bei zivilen Nuklearanlagen, um der Entwendung von bombenfähigen Nuklearmaterialien vorzubeugen.
- Phase 3 (2019 – 2023) Aushandeln eines Vertrages zur vollständigen nuklearen Abrüstung, welcher von allen relevanten Staaten unterzeichnet wird. Die Restabrüstung soll phasenweise und jeweils proportional geschehen und jederzeit überprüfbar sein.
- Phase 4 (2024 – 2030) Erreichen der vollständigen nuklearen Abrüstung, Weiterbetreibung und -entwicklung des Kontroll- und Exekutivsystems, um das Neuaufkommen von Nuklearwaffen zu verhindern.

Die Autoren merken an, dass in den letzten 20 Jahren mehr als doppelt so viele Gefechtsköpfe von USA und Russland zerstört wurden (über 40.000), als der Plan für die nächsten 20 Jahre verlangt (20.000 oder mehr).S. 9
Der Global Zero-Kommission, die den Global Zero Handlungsplan erstellt hat, gehörten Jacques Attali, K. Shankar Bajpai, Alexander Bessmertnych, Richard Burt, Yasuo Fukuda, Chuck Hagel, Wolfgang Ischinger, Igor Jürgens, Jehangir Karamat, Shaharyar Khan, Anthony Lake, Michail Margelow, Jewgeni Maslin, Brajesh Mishra, Peng Guangqian, Thomas R. Pickering, Malcolm Rifkind, Yukio Satoh, Jack Sheehan, S.P. Tyagi, Jewgeni Welichow, Wu Jianmin und Yang Jiemian an. Überwiegend handelt es sich dabei um politische oder militärische Führungspersönlichkeiten.

## Namhafte Mitglieder der Global Zero Initiative

### Ehemalige Staatsoberhäupter und Regierungschefs
Folgende ehemalige Staatsoberhäupter bzw. Regierungschefs unterstützten die Global Zero Initiative:
| Name                      | Land        | Position          |
| ------------------------- | ----------- | ----------------- |
| Carl Bildt                | Schweden    | Premierminister   |
| Gro Harlem Brundtland     | Norwegen    | Premierministerin |
| Fernando Henrique Cardoso | Brasilien   | Präsident         |
| Jimmy Carter              | USA         | Präsident         |
| Massimo D’Alema           | Italien     | Premierminister   |
| Frederik Willem de Klerk  | Südafrika   | Präsident         |
| José María Figueres       | Costa Rica  | Präsident         |
| Malcolm Fraser            | Australien  | Premierminister   |
| Yasuo Fukuda              | Japan       | Premierminister   |
| Michail Gorbatschow       | Sowjetunion | Präsident         |
| Ruud Lubbers              | Niederlande | Premierminister   |
| Fidel Ramos               | Philippinen | Präsident         |
| Mary Robinson             | Irland      | Präsidentin       |
| Michel Rocard             | Frankreich  | Premierminister   |
| Helmut Schmidt            | Deutschland | Bundeskanzler     |
| Ernesto Zedillo           | Mexiko      | Präsident         |

### Sonstige
| - James Arbuthnot - Jacques Attali - Lloyd Axworthy - Hugh Beach - Margaret Beckett - Lawrence Bender - Sandy Berger - Alexander Bessmertnych - Ela Bhatt - Robert Blackwill - Lakhdar Brahimi - Richard Branson - Zbigniew Brzeziński - Richard Butler - Frank Carlucci - James Cartwright - Raymond Chambers - Naresh Chandra - Joseph Cirincione - Richard Cizik - Roméo Dallaire - Jayantha Dhanapala - Michael Douglas - Lawrence Eagleburger - Rolf Ekéus - Gareth Evans - Jake Garn - Hans-Dietrich Genscher | - Lee Hamilton - David Hannay - Gary Hart - Stanley Hoffmann - Charles Horner - Douglas Hurd - Wolfgang Ischinger - Igor Iwanow - Max Kampelman - Sergei Karaganov - Jehangir Karamat - Yoriko Kawaguchi - Peter Kellner - Bob Kerrey - Shaharyar Khan - Alan Khazei - Steve Killelea - Anthony Lake - Michail Margelow - Talat Masood - Jack Matlock - Robert McFarlane - Merrill McPeak - Brajesh Mishra - Amr Moussa - Satish Nambiar - Klaus Naumann | - Königin Nur al-Hussain von Jordanien - Bernard Norlain - Edwin Frederick O’Brien - David Owen - Peng Guangqian - Thomas R. Pickering - Malcolm Rifkind - Jack Sheehan - Jaswant Singh - Jeffrey Skoll - Mário Soares - Javier Solana - K. Subrahmanyam - Toshiyuki Takano - Strobe Talbott - John L. Thornton - Desmond Tutu - Shashindra Pal Tyagi - Ehsan ul Haq - Jewgeni Welichow - Shirley Williams - Yan Xuetong - Muhammad Yunus - Uta Zapf - Philip Zelikow - Anthony Zinni |

## Kritik
Der Politikwissenschaftler Christian Hacke kritisiert, dass die Vision einer atomwaffenfreien Welt „den freien Westen schwächt, autoritäre Regime stärkt, die stabilisierende Rolle von Nuklearwaffen negiert, die Pluralität der Weltpolitik übersieht und schließlich von den wirklich drängenden weltpolitischen Fragen und Problemen ablenkt“.